# دايفيد كلارك
دايفيد كلارك (بالإنجليزية: David Clarke) هو كاتب وصحفي بريطاني، ولد في 1966.